# چارلز ویلیام فرمنتل

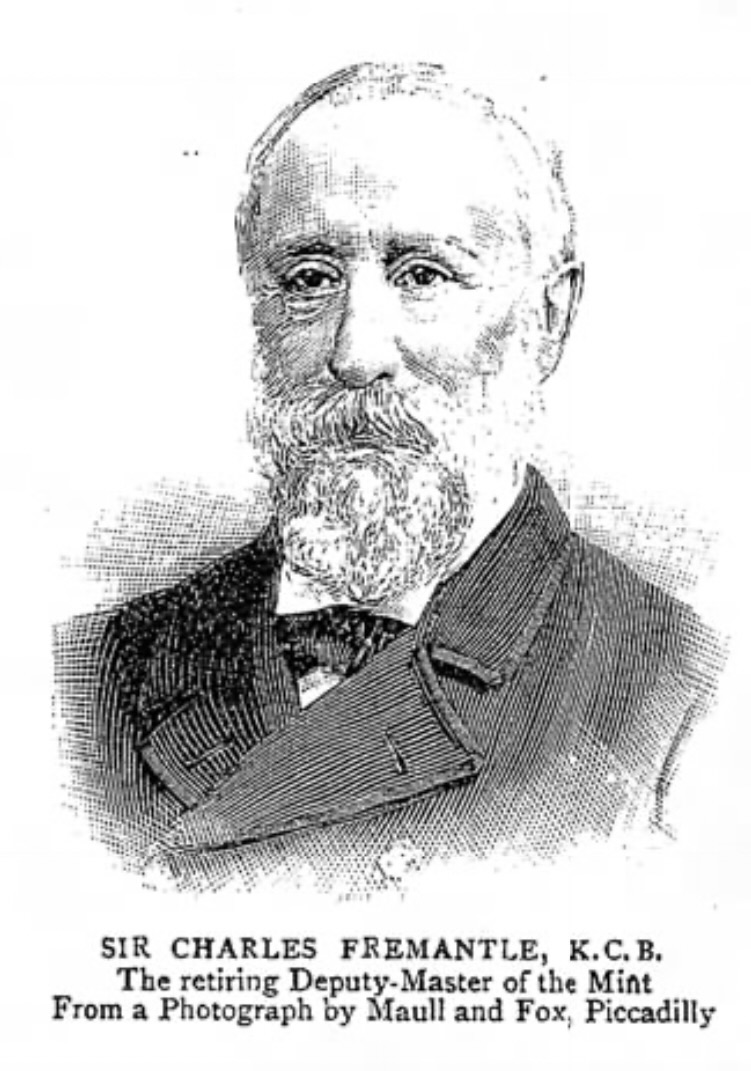

چارلز ویلیام فرمنتل (انگلیسی: Charles William Fremantle; ۱۲ اوت ۱۸۳۴ – ۸ اکتبر ۱۹۱۴) یک مقام دولتی بریتانیایی بود که به مدت ۲۶ سال به عنوان معاون رئیس ضرابخانه سلطنتی خدمت کرد. 
او در کالج ایتن تحصیل کرد و در سال ۱۸۵۳ به عنوان کارمند در خزانه‌داری مشغول به کار شد. او به عنوان دبیر خصوصی برای چندین مقام، از جمله بنجامین دیزرائیلی، کار کرد، زمانی که دیزرائیلی وزیر خزانه‌داری و سپس در زمان نخست‌وزیری‌اش بود. برخی از مردم از انتخاب فریمنتل به عنوان معاون رئیس ضرابخانه ناراضی بودند، اما رقیب او، ویلیام گلدستون، از او حمایت کرد.
فریمنتل تحت نظر توماس گراهام، رئیس ضرابخانه کار کرد تا اینکه گراهام در سپتامبر ۱۸۶۹ درگذشت. پس از آن، خزانه‌داری تصمیم گرفت که وزیر خزانه‌داری رئیس ضرابخانه باشد و معاون رئیس ضرابخانه مسئول اداره ضرابخانه نیز باشد. فریمنتل به مدرن‌سازی ضرابخانه قدیمی پرداخت او می‌خواست طراحی سکه‌ها را بهبود بخشد و فکر می‌کرد که طراح سکه‌های ضرابخانه، لئونارد چارلز ویون، به اندازه کافی خوب نیست، بنابراین او طراحی‌های کلاسیک سکه‌ها، مانند سنت جورج و اژدها را دوباره به کار برد.
فریمنتل در سال ۱۸۹۴ در سن ۶۰ سالگی بازنشسته شد و سپس به عنوان مدیر شرکتی و قاضی فعالیت کرد. او در سال ۱۹۱۴ درگذشت.